# جامع السرجاوي
يقع مسجد (السرجاوي) غرب المدينة القديمة في حماة، ويتوسط ثلاثة أحياء هامة في مدينة حماة هي حي الجراجمة وحي (باب القبلي) وحي (جنوب الثكنة)، حيث يقع عند نقطة التقاء هذه الأحياء الثلاثة مع بعضها. مسجد السرجاوي أو سراج الدين. كانت الأرض التي قام عليها المسجد تعد نهاية المدينة القديمة من طرفها الغربي قبل أن يمتد العمران خارج سور حماة.

## التسمية
يعد مسجد السرجاوي من المساجد الحديثة تقريباً في حماة حيث يعود تاريخ بناءه لأول مرة لعام 1964م حين أقيم المسجد على قطعة أرض كانت تحوي قبة أو مقام لأحد الأولياء المجهولين معروف باسم «سراج الدين» أو «سرجاوي» والذي لا نعرف عنه شيئاً سوى أنه كانت تزوره الناس قديماً من القرى المحيطة بحماة، ولذلك سمي المسجد عند انشاءه سراج الدين أو السرجاوي.
تشير بعض الروايات إلى قصة أخرى وراء اسم المسجد وهي أنه كان يوجد في مكان المسجد معبد أو دير قديم لراهب يدعى (سيرجيوس) وهذا الأمر ليس غريباً على معظم دور العبادة في بلاد الشام حيث أن عدداً كبيراً من المساجد القديمة أقيمت على أنقاض معابد أو كنائس أو أديرة قديمة مثل جامع النوري الذي بني فوق دير قديم للراهب (قزما). كما أن الأرض التي أقيم عليها مسجد السرجاوي كانت في الطرف الغربي لمدينة حماة القديمة ملاصقاً لسورها القديم وبالتحديد عند الباب الغربي لسور حماة وهذا الباب قد ورد ذكره في معظم المصادر التاريخية التي تتحدث عن مدينة حماة وأبوابها وسورها الذي بني في العصر الروماني وجدد في العهدين الزنكي والأيوبي بعد الزلزال الكبير الذي ضرب المدينة عام 1157 م - 552 هـ.

## تاريخه
بني مسجد السرجاوي أول مرة عام 1964م بمساعي أهل الخير من سكان حيي الجراجمة وباب القبلي وقد استفاد المشرفون على بناءه في ذلك الوقت من وجود أخر قطعة باقية من سور حماة القديم بجانب الباب الغربي) حيث تم تعديل هذا الجزء من السور ليشكل الجدار الغربي للمسجد وقد صنع فيه فتحة لتكون الباب الغربي للمسجد. ذكر الباحث الآثاري كامل شحادة في مقال له عن سور حماة أنه: لم يبقَ من سور حماة إلا قطعة جدار قائمة بالقرب من الباب الغربي أبعادها 25 م تتألف من نوعين من الحجارة. 
اكتمل بناءه بين عامي 1964 و1965 واستمر قائماً للصلاة فيه مدة 17 سنة حتى عام 1982 حيث هدم في أحداث تلك الفترة وذهب المسجد مع تلك القطعة الوحيدة الباقية من سور حماة والتي كانت تشكل جداره الغربي وظل مكانه أطلالاً دارسة وقد حدث فيما بعد تعدي على أرض المسجد، واقتطع جزء منها وبني عليها أبنية سكنية للأهالي ومدرسة ابتدائية ولم يبقى الا نصف الأرض الأساسية التي كان المسجد القديم قائما عليها.
ومع مطلع عام 1994م أي بعد 30 سنة تقريباً من تاريخ بناءه الأول، بدأ العمل على إعادة إعمار المسجد على ما تبقى من أرضه الأساسية، فكان حجمها صغيراً مما اضطر القائمين على العمل إلى بناءه على طابقين وقد جُعل له بابان: باب غربي للحرم الكبير الفوقاني وباب جنوبي للحرم الصغير التحتاني.

## مواصفاته
الجزء السفلي أحجاره كلسية كبيرة تدعمها روابط من أعمدة على غرار الأبنية التي تعود للعصر الأيوبي والزنكي وفي جنوب هذا الجزء عضادة الباب وثمة كتابة على رأس عمود مجوف قليلا قطره 62 سم مؤلفة من 3 أسطر: لا اله الا الله... محمد رسول الله.... محمود بن زنكي رحمه الله.
أما الجزء العلوي للسور فيتكون من أحجار كلسية وبازلتية سوداء صغيرة يحدث صفها في مداميك أشكالاً هندسية على طراز البناء في العهد المملوكي وكان في الجدار الباقي حتى عهد قريب مرمى للسهام ومراقبة العدو ذهب به بناء جامع حديث يسمى مسجد السرجاوي ملاصق له من جهة الشرق ويدل ذكر اسم محمود زنكي على هذه الجزء المتبقي من السور على ان محمود زنكي هو من قام بتجديد هذا السور كاملاً. كما قام بتجديد أسوار جميع مدن بلاد الشام عقب الزلزال المدمر الذي اصاب حماة عام 552 هـ.
‌